# The Hot Dogs!
The Hot Dogs! fue un grupo de Rock and roll español, originario de la ciudad vasca de Villarreal de Urrechua y fuertemente influenciado por el Punk rock, el Hard rock, el Glam rock y el Proto-punk.

## Historia
El grupo se creó en 1991, y no fue hasta 1999 que Kike Turmix los ficharía para el sello Safety Pin, bajo el cual editarían su primer disco "Rock and roll army '69", según su líder, Jon Iturbe "Un disco bastante explosivo" al que siguió "Powerhouse" en el 2000, disco que fue afectado por cierta desunión en el seno del grupo, que sin embargo mantuvo la calidad de las composiciones; de cualquier forma, la crisis acabó con el grupo, y Jon Iturbe se marchó a Barcelona "me fui huyendo porque estaba un poco mal del coco"; lanzaría su primer disco en solitario, "Sudden Deaths", un disco acústico que marcaría una ruptura con el resto de su carrera. El resto del grupo continuaría bajo el nombre de The Dirty Jackets, liderados por el guitarrista Íñigo Agirrebalzategi.
Años Después, durante el 2004, de una forma casual y disfrutando de unas cervezas, el grupo decidiría regresar. Con un nuevo bajista, Carlos Alonso, sustituyendo a Iker Álvarez. Este a su vez pasaría a tocar la guitarra, sustituyendo a José Luis Aparicio, guitarrista de la formación original. Y con el recuperado Jon Iturbe liderando nuevamente la banda. 
La nueva etapa del grupo propiciaría su entrada en el sello Rock On, bajo el que editan en 2006 el reciente disco "III", según la crítica, una obra "Templada y cool, guitarrera y arreglada", con las habituales influencias Punk y Hard rock, ecos de AC/DC, Thin Lizzy, los Dead Boys, o incluso matices más eclécticos, influenciados por Mink de Ville, los Strokes, The Cure o Steve Miller. El trabajo, producido por Kaki Arkarazo en los "Garate Estudioak", es más meticuloso y definitorio de su estilo, además de mostrar un mayor eclecticismo en sus en influencias, sin abandonar el sello característico de su sonido. Iturbe "siempre ha prestado un especial cuidado a sus letras", escritas en Inglés.
El grupo emprendió una gira estatal tras la grabación de "III", que les llevó por la geografía española, aunque exigiendo "condiciones especiales" para poder conciliar sus respectivas vidas laborales con la actividad de la banda. El grupo incluye a un ingeniero de sonido propio, lo cual propicia un mejor y más contundente sonido a su característico dúo de guitarras, que sigue la tradición de los clásicos dúos a las seis cuerdas de grupos como AC/DC, Thin Lizzy o Judas Priest, mientras su cantante Iturbe, aporta melodías fuertemente influenciadas por Dead Boys, The Stooges o New York Dolls, y la actitud escénica de un Iggy Pop o Stiv Bators, revolcándose por el escenario en actitud lasciva, lanzándose sobre el público, o trepando por los amplificadores. El 11 de agosto de 2007 tocaron en Vivero junto a Backyard Babies y The Nomads en el marco del festival "Sonearte".

Tras la edición de "Nothing but a Bad Day", su cuarto disco, en el año 2009, fuertemente influenciado por bandas como AC/DC o The Rolling Stones,Iker Álvarez abandona la banda dejando paso a Asier Alzaga (anteriormente en Black Diamond y Supertrooper). En 2011 la banda se disuelve nuevamente. 
En 2010 serían una de las bandas estatales invitadas a tocar en la novena edición del prestigioso Azkena Rock Festival, compartiendo escenario con Elvez, The Damned o Imperial State Electric. El mismo día tocarían también Kiss, The Saints o Slash, entre otros.

## Discografía

### Álbumes
- "Rock & Roll Army 69’", 1999, Safety Pin.
- "Powerhouse", 2000, Safety pin.
- "III" , 2006, Rock On.
- "Nothing but a bad day", 2009, GP Records.

### Sencillos
- Single 7" Las reinas del fósforo, 2000, Wild Punk Records

### Jon Iturbe en solitario
- "Sudden Deaths", 2002, El Beasto.

### Two Requirements (Jon Iturbe & Jon García "Pesca")
- "Two Requirements", 2008, GP Records.

Unos de sus temas más populares ya que era un estilo completamente diferente fue un tema llamado " Aquellas playas del Norte " En agosto del 2003 El cual la letra nunca se publicó pero fue muy sonado en la radio local y alguno de sus directos.

## Componentes

### Última formación
- Jon Iturbe (voces) 1991-2000 / 2004-2011
- Íñigo Agirrebalzategi (guitarra) 1991-2000 / 2004-2011
- Asier Alzaga (guitarra) 2009-2011
- Carlos Alonso (bajo) 2004-2011
- Iñaki Urizabal (batería) 1991-2000/ 2004-2011

### Componentes retirados
- José Luis Aparicio (guitarra) 1991-2000
- Iker Álvarez (bajo)1991-2000 (guitarra) 2004-2009